# Compagnie de haut-parleurs et de tracts
Dans le cadre de la stratégie de contre-insurrection adoptée par l'armée française pendant la guerre d'Algérie, les compagnies de haut-parleurs et de tracts sont créées afin de mener la propagande pro-française.
Elles dépendent du 5e bureau et sont au nombre de trois en juin 1956. Les effectifs de chaque compagnie s'élèvent à 85 hommes. Elles sont équipées de matériel moderne : chaque compagnie dispose de vingt véhicules motorisés, neuf magnétophones, dix amplificateurs, trois téléphones. Chaque compagnie est divisée en quatre sections :
- commandement ;
- renseignement (qui porte sur la préparation et le suivi des opérations) ;
- action (organisation de l'action psychologique) ;
- reproduction-diffusion, la section qui est chargée l'action visible, de l'impression des tracts et de la diffusion du matériel de propagande.

La propagande est diffusée par tracts, camions équipés de haut-parleurs, expositions itinérantes illustrées de photos, et cinébus : des camions équipés d'écrans et de projecteurs pour diffuser des films de propagande, en arabe, du Service de diffusion cinématographique du Gouvernement général de l'Algérie. La projection de ces films exaltant le rôle civilisateur de la France est mêlée de courts-métrages de fiction. Quelques films ont un contenu technique (sur l'érosion) ou prophylactique. Mais malgré cela, il semble que le public musulman ait été peu convaincu par le discours tenu par ces films.
Les CHPT diffusent aussi des rumeurs.
Le but de ces compagnies est d'instaurer la confiance entre l'armée française et la population musulmane,.
Elles deviennent les compagnies de diffusion et de promotion en juillet 1959,.